# Wiener Kunstkeramische Werkstätte
Die Wiener Kunstkeramische Werkstätte Busch & Ludescher (WKKW) war eine Keramikmanufaktur, die durch Kauf durch die ehemaligen Mitarbeiter Robert Busch und Heinrich Ludescher aus der insolventen Manufaktur A. Förster & Co. 1908 hervorgegangen war.

## A. Förster & Co.

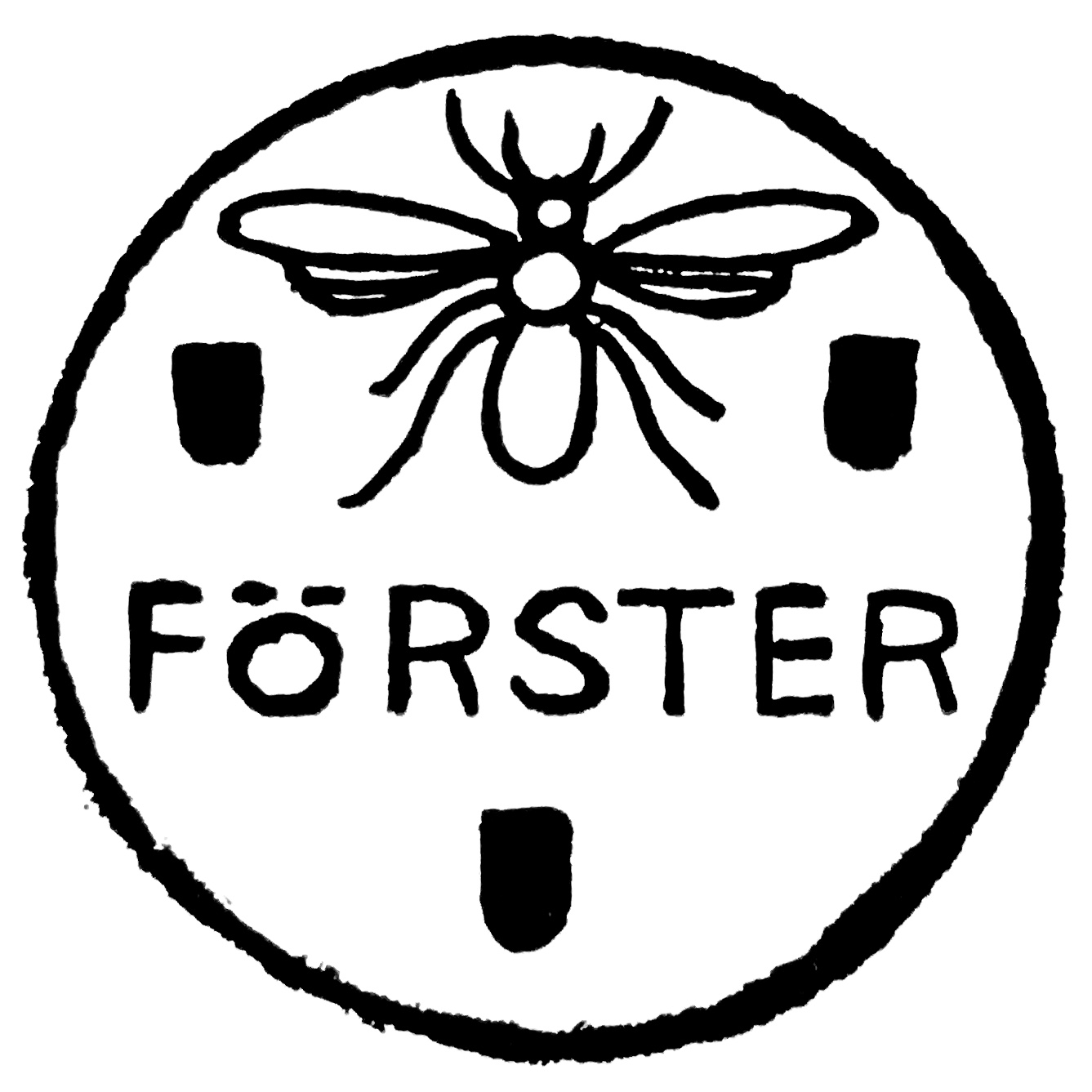
A. Förster & Co. Logo

1899 wurde die Firma A. Förster von Alexander Förster in Wien gegründet. Das Kapital für solch ein Unterfangen konnte der talentierte Lederwarenfabrikant unter anderem durch die Ehe mit einer Tochter der Familie Stölzle (Glaserzeuger, Wien) aufbringen. Der Unternehmenssitz war Landstraßer Hauptstraße 50 in Wien III.  1900 erlangte man auf der Pariser Weltausstellung eine Silberne Medaille und ab demselben Jahr nahm man regelmäßig an den Leipziger Messen teil. 1900 und 1905 nahm man an den Winterausstellungen des Österreichischen Museums teil. 1905 wurde die Firma geändert in Kunstkeramische Fabrik A. Förster & Co., neuer Compagnon war Rudolf Schaller. 1907 besaß man eine Verkaufsstelle im I. Bezirk Kohlmarkt 5, die Firma produzierte Kunstgegenstände in Porzellan, Steinzeug, Fayence und Biskuitporzellan. Der Schwerpunkt lag auf Kunstgegenständen für elektrische Beleuchtung, Jardinieren für Blumen, Uhrständer und Nippes, A. Förster besaß eine eigene Malerei und 23 handwerkliche Mitarbeiter. Künstlerische Mitarbeiter waren unter anderem R. Marschall, Blondat, Doblinger, Fecht, F. Gornik, Hermann Klotz, Josef Lugert, Meyer, Mörtl, Pendl, Schlermann und Tautenhayn. 1908 wurde A. Föster schließlich liquidiert.

## Geschichte

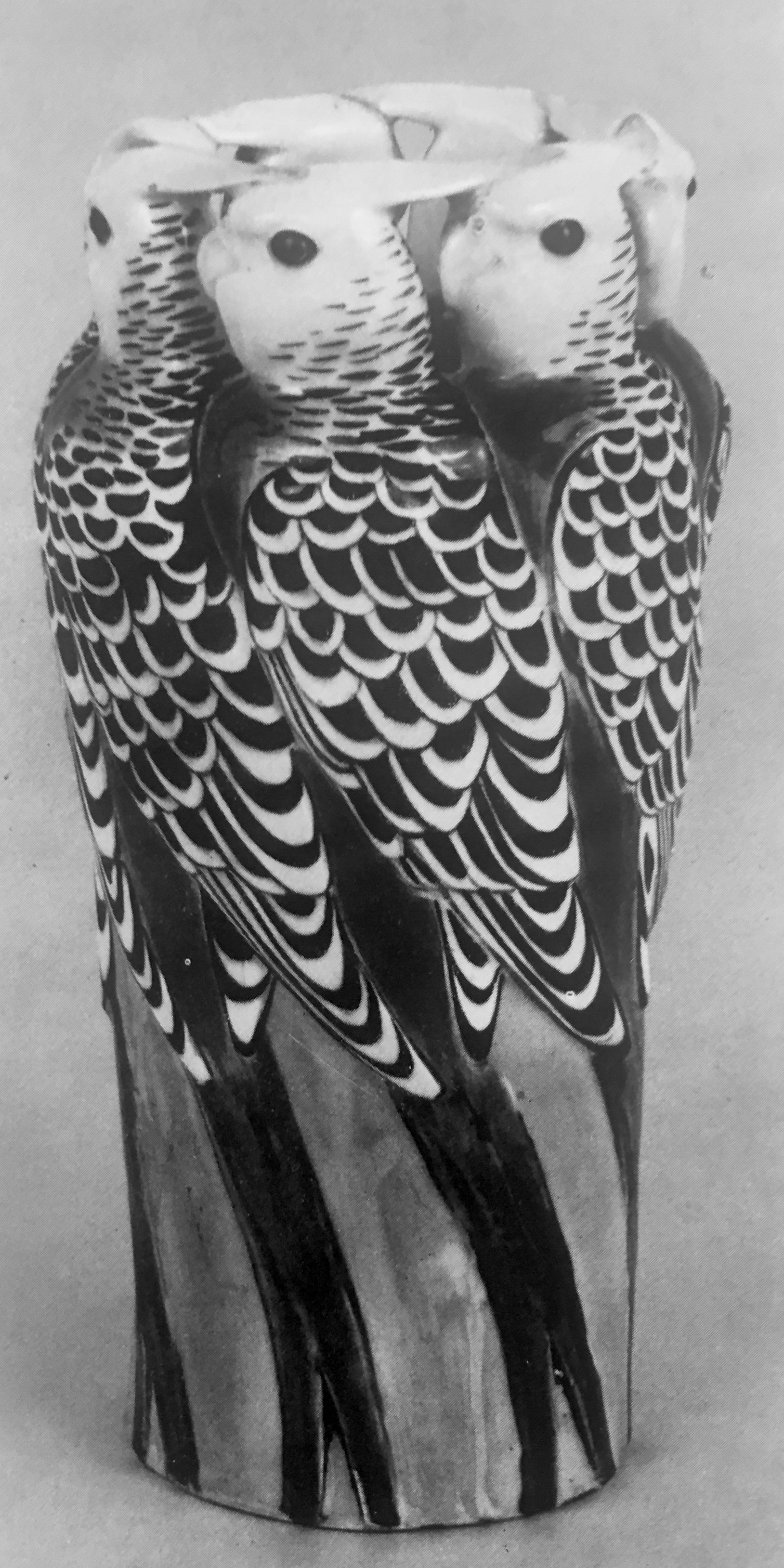
Wiener Kunstkeramische Werkstätte, Vase, Anton Puchegger, um 1909.

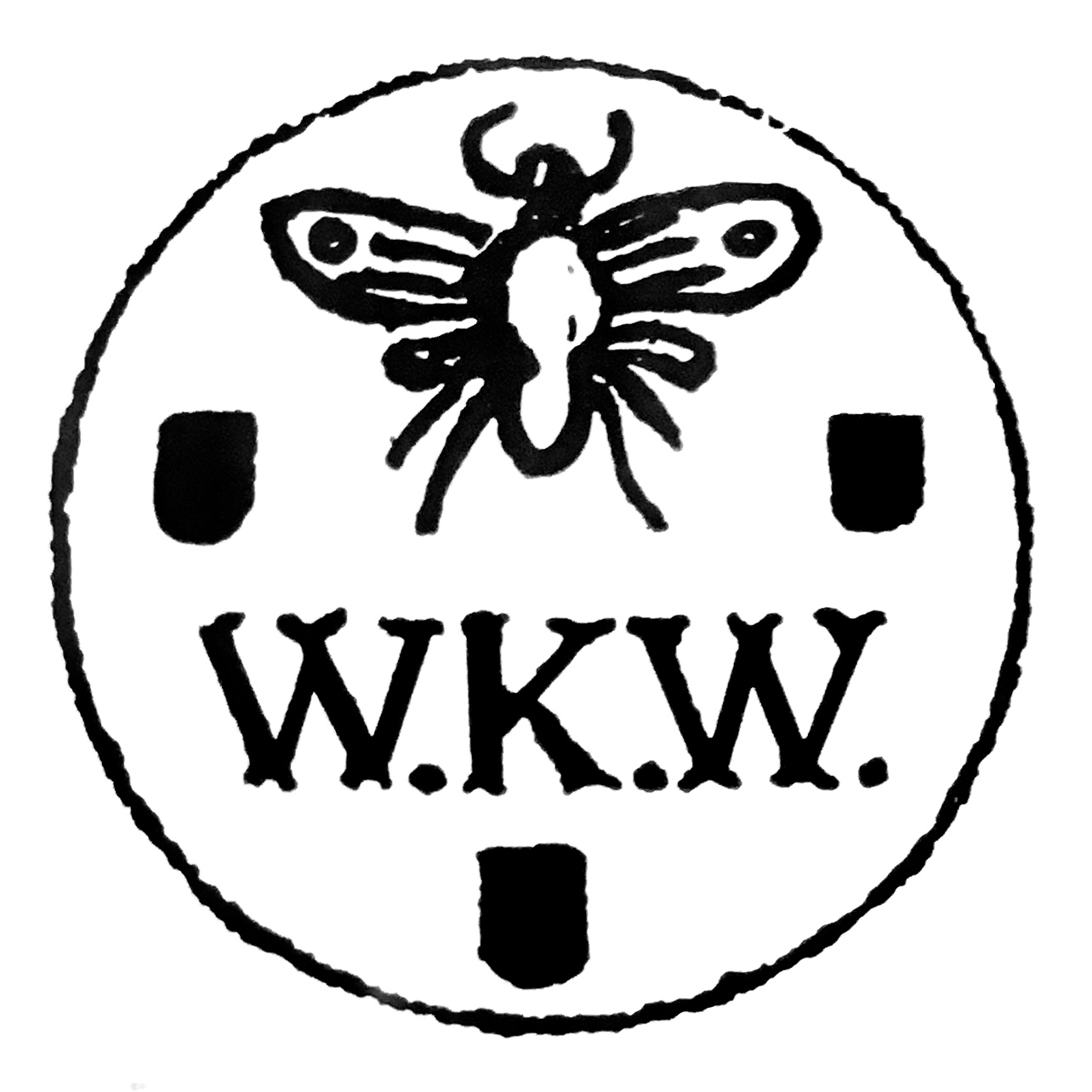
Wiener Kunstkeramische Werkstätte Logo alt, Stil übernommen von A. Förster & Co.

Nachdem A. Förster & Co. in Liquidation war, wurde die Firma durch die beiden ehemaligen Mitarbeiter Heinrich Ludescher und Robert Busch übernommen und noch im selben Jahr als Wiener Kunstkeramische Werkstätten Busch & Ludescher neu gegründet, wobei Ludescher schon im Folgejahr 1909 aus dem Unternehmen ausschied. Der Firmensitz blieb der von A. Förster und auch ein Großteil der Mitarbeiter wurde übernommen. Zwischen 1909 und 1915 gab es wieder mehrere Teilnahmen an Winter-, Mode- sowie Frühlingsausstellungen im Österreichischen Museum. 1910 nahm man an der Brüsseler Weltausstellung teil mit grotesken Tieren und Kristallglasuren, 1919 an der Ausstellung österreichisches Kunstgewerbe mit Kostümfiguren, 1922  an der Deutschen Gewerbeschau in München mit Kunst- und Luxusfayence.  Der neue Firmensitz war nun in der Mollardgasse 39. 1924 nahm man an der Jubiläumsausstellung des Wiener Kunstgewerbevereins teil. Wie so viele Keramikmanufakturen gerät das Unternehmen aufgrund der Weltwirtschaftskrise in finanzielle Schieflage, 1930 wird ein Ausgleichsverfahren eröffnet, das 1931 gelöscht wird. 1932 befindet sich die Firma wieder in Wien III. Parkgasse 15. 1940 erfolgt die Löschung aufgrund Betriebseinstellung.

## Zeitgenössische Stimmen

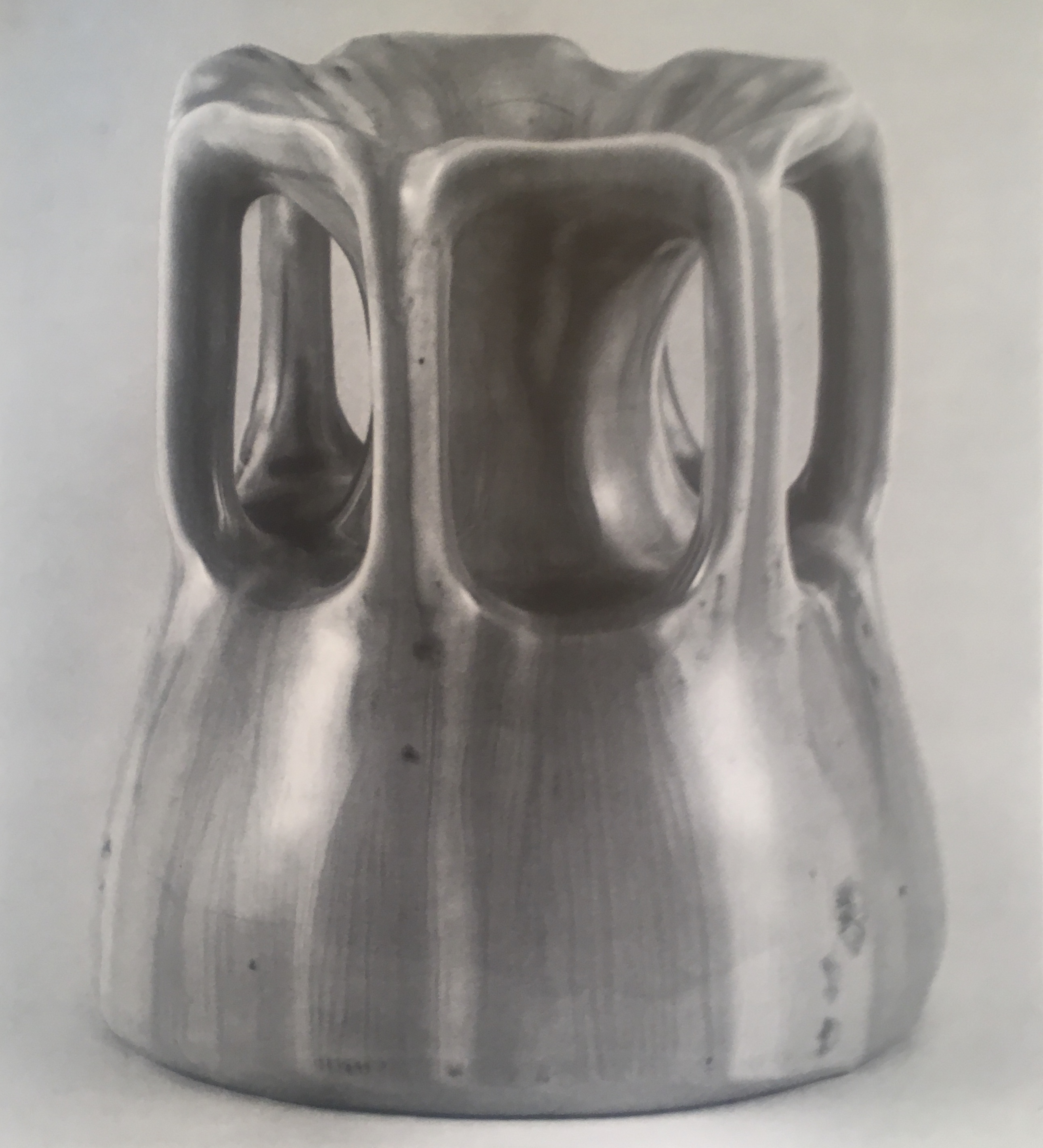
Wiener Kunstkeramische Werkstätte, Vase, um 1910.

„Zu den bedeutendsten und vielseitigsten Vertretern der Kunstkeramik zählten die Wiener Kunstkeramischen Werkstätten. Die vergessene Wiener Porzellankleinplastik, die Meisterleistungen der einstigen Staatsmanufaktur, hatten den Plan gereift, eine moderne Kunstanstalt für die figurale Plastik einzurichten, in der Art, wie solche von namhaften Künstlern in Paris, Florenz oder Rom gegründet wurden. Dieses Programm wurde vollinhaltlich erfüllt. Die Herstellung der Kristallglasuren erfordert großes Geschick und Erfahrungen. Die WKKW erweisen die vorgeführten Vasen und Jardinieres eine hervorragende Beherrschung der Technik. Mit Vorliebe wird Lichtblau mit gelben Kristallungen gewählt, auch prächtige Goldlösungen.“

## Mitarbeiter
Folgende künstlerische Mitarbeiter waren im Lauf der Zeit für die Wiener Kunstkeramische Werkstätte tätig: R. W. Basler, Robert Busch, Max Blondat, Collino, Gertrude Dengg, Ferdinand Doblinger, Anny Eichler, Bruno Emmel, Franz Fochler, Josef Humplik, Flora Kleib-Busch, Köveshazy-Kalmar, Hubert Kowarik, Hildegard Lang, Leo Langer, Hermine Lenz, A. Löwenthal, Emil Meier, Johanna Meier-Michel, Wilhelm Merten, Leo Miller, Michael Mörtl, Jakob Palme, Emanuel Pendl, (Karl?) Philipp, Friedrich Pollak, Anton Puchegger, Josef Riedl, Saxer, Schwinzhakl, Lise Simcik-Krämer, Olga Sitte, Michael Six, Socher, Josef Tautenhayn, Baronesse von Vranicany, Rosa Wachsmann, Lona von Zamboni.

## Auszeichnungen
- Silberne Medaille, Pariser Weltausstellung, 1900 (als A. Förster & Co.).